# Trận Santiago (Giải vô địch bóng đá thế giới 1962)
Trận Santiago (tiếng Ý: Battaglia di Santiago, tiếng Tây Ban Nha: Batalla de Santiago) là một trận đấu bóng đá trong Giải vô địch bóng đá thế giới 1962, giữa hai đội tuyển chủ nhà Chile và Ý. Trận đấu đã nhận được tên gọi từ độ bạo lực trong trận đấu, trong đó hai cầu thủ bị ra sân, nhiều cú đấm đã xuất hiện trong trận và có cả sự can thiệp của cảnh sát bốn lần. Trọng tài của trận đấu là Ken Aston, người sau đó đã phát minh ra thẻ vàng và thẻ đỏ.
Bình luận viên David Coleman của BBC đã bình luận "Đây là trận đấu điên rồ nhất, kinh tởm nhất, và đánh hổ thẹn nhất của bóng đá thế giới."

## Trận đấu

### Kết quả
| Chile                  | 2–0      | Ý |
| ---------------------- | -------- | - |
| Ramírez 73' · Toro 87' | Chi tiết |   |

| GK               | 1  | Misael Escuti      |
| DF               | 2  | Luis Eyzaguirre    |
| DF               | 3  | Raúl Sánchez       |
| DF               | 4  | Sergio Navarro (c) |
| DF               | 5  | Carlos Contreras   |
| MF               | 6  | Eladio Rojas       |
| FW               | 7  | Jaime Ramírez      |
| MF               | 8  | Jorge Toro         |
| FW               | 9  | Honorino Landa     |
| FW               | 10 | Alberto Fouilloux  |
| MF               | 11 | Leonel Sánchez     |
| Huấn luyện viên: |    |                    |
| Fernando Riera   |    |                    |

| GK               | 12 | Carlo Mattrel        |     |
| DF               | 4  | Sandro Salvadore     |     |
| FW               | 7  | Bruno Mora (c)       |     |
| FW               | 8  | Humberto Maschio     |     |
| FW               | 9  | José Altafini        |     |
| FW               | 11 | Giampaolo Menichelli |     |
| DF               | 16 | Enzo Robotti         |     |
| DF               | 18 | Mario David          | 41' |
| DF               | 19 | Francesco Janich     |     |
| MF               | 20 | Paride Tumburus      |     |
| MF               | 21 | Giorgio Ferrini      | 12' |
| Huấn luyện viên: |    |                      |     |
| Paolo Mazza      |    |                      |     |

| Trợ lý trọng tài: Leo Goldstein (Israel) Fernando Buergo Elcuaz (México) |